# Phyllonorycter gigas
Phyllonorycter gigas là một loài bướm đêm thuộc họ Gracillariidae. Nó được tìm thấy ở Nhật Bản (Honshu).
Sải cánh dài khoảng 11 mm.